# Bouchetia erecta
Bouchetia erecta ist eine Pflanzenart aus der Gattung Bouchetia in der Familie der Nachtschattengewächse (Solanaceae).

## Beschreibung
Bouchetia erecta ist eine niedrige, ausdauernde, krautige Pflanze, deren wenige bis mehrere Stängel schlank sind und aufrecht oder niederliegend wachsen und bis zu 20 cm lang werden. Sie sind spärlich mit nach innen gebogenen Trichomen behaart. Die Laubblätter sind linealisch bis lanzettlich-eiförmig, 1,5 bis 3,5 cm lang und 0,3 bis 1 cm breit. Nach vorn sind sie spitz, an der Basis keilförmig. Beide Seiten sind nahezu unbehaart oder nur fein behaart. Die unteren Blätter sind kurz gestielt, die oberen aufsitzend.
Die Blüten stehen einzeln an 1,5 bis 3 cm langen Blütenstielen. Der Kelch ist fein behaart und 6 bis 10 mm lang und mit 2,5 bis 4 mm langen, linealischen ungleichen oder gleichen, spitzen oder stumpfen Kelchzipfeln besetzt. Die Krone ist weiß oder blau und auf der Außenseite fein behaart. Der Kronsaum hat einen Durchmesser von etwa 1 cm, die Kronröhre ist 1 bis 1,5 cm lang. Die Kronlappen sind kurz und stumpf. Die fünf Staubblätter stehen in zwei Paaren aus Staubblättern und einem einzelnen. Die beiden Paare sind entweder gleich lang und das einzelne Staubblatt ist kürzer, oder aber ein Paar ist länger und die restlichen drei sind gleich lang. Die Staubfäden sind 4,5 bis 7,5 mm lang, die Staubbeutel etwa 1 mm. Die Theken sind an der Spitze auseinanderstrebend. Der Griffel ist 6 bis 9,5 mm lang und steht nicht über die Krone hinaus.
Die Frucht ist eine 5,5 bis 7 mm lange Kapsel, die von einem sich vergrößernden Kelch umschlossen wird. Die Samen sind gewinkelt, etwa 1 mm lang und netzartig-grubig.
Die Chromosomenzahl beträgt 2n = 16.

## Vorkommen
Die Art kommt in den südwestlichen USA, in Mexiko und in Südamerika vor.